# Gmina Vrsar
Vrsar (wł. Orsera) – gmina w Chorwacji, w żupanii istryjskiej. W 2011 roku liczyła 2162 mieszkańców.

## Miejscowości
Miejscowości wchodzące w skład gminy Vrsar:
- Begi
- Bralići
- Delići
- Flengi
- Gradina
- Kloštar
- Kontešići
- Marasi
- Vrsar (wł. Orsera)